# Liste der Baudenkmäler in Langerwehe
Die Liste der Baudenkmäler in Langerwehe enthält die denkmalgeschützten Bauwerke auf dem Gebiet der Gemeinde Langerwehe im Kreis Düren in Nordrhein-Westfalen. Diese Baudenkmäler sind in der Denkmalliste der Gemeinde Langerwehe eingetragen; Grundlage für die Aufnahme ist das Denkmalschutzgesetz Nordrhein-Westfalen (DSchG NRW).

| Bild                                           | Bezeichnung                                    | Lage                                        | Beschreibung | Bauzeit              | Eingetragen seit | Denkmal- nummer |
| ---------------------------------------------- | ---------------------------------------------- | ------------------------------------------- | --- | -------------------- | ---------------- | --------------- |
| Gedenkstätte der alten Kirche, Friedhof D'horn | Gedenkstätte der alten Kirche, Friedhof D'horn | D'horn Friedhofstraße Karte                 | Gedenkstätte für die alte Kirche mit eingemauerten Grabsteinen der Familie von Merode; darunter aufgestellt Blausteingrabkreuze des 17. und 18. Jh.; rückwärtig ein Sandsteinkreuz, 16. Jh.; in Backsteinerner Friedhofsmauer backsteinernes Nischenhäuschen mit Holzkreuz und hölzernem Korpus, ca. 1,50 m, darunter Konsolen in neugotischen Formen, M. 19. Jh. | 17.–18. Jh.          | 12.12.1983       | 21              |
| Ehemaliges Pastorat in D'horn                  | Ehemaliges Pastorat in D'horn                  | D'horn In der Klaus 28 Karte                | Steht im engen Zusammenhang mit der kriegszerstörten Pfarrkirche des Ortes. Es entstand zum Ende des letzten Jahrhunderts, ein einfacher Backsteinkubus, zweigeschossig, giebelständig zur Straße hin. Giebel und Traufseiten zeigen regelmäßige Gliederung in drei Achsen, der Hauseingang befindet sich traufseitig in der Mittelachse, Fenster und Türen werden durch profilierte Putzgewände hervorgehoben. | E. 19. Jh.           | 10.07.1985       | 47              |
| Nikolaus-Kapelle                               | Nikolaus-Kapelle                               | Geich Echtzer Str. am Ende Karte            | 12.–13. Jh.; 1763; kleiner Saalbau aus Bruchstein, niedrige, eingezogene Rundapsis mit profiliertem Traufgesims, Sakristeianbau von 1763 mit Stichbogenfenster; Eingang an der Nordseite mit Blausteingewänden, geradem Sturz, spätgotischer Tür, kleines Rundbogenfenster mit Sandsteingewänden; Westgiebel mit verschiefertem Dachreiteraufsatz, großer, später vorgesetzter Strebepfeiler an der Südseite vermauerte romanische Tür, darüber gotisches Fenster; an der Südostecke eingemauerte römische Spolie mit Herkules-Relief, Satteldach, zugehörige Kirchhofsmauer mit frei aufgesetzten Grabkreuzen des 17. und 18. Jh.; historische Einzellage: Die Kapelle hat immer abseits des Dorfes gelegen; neben ihr bestand mindestens seit dem 15. Jh. bis ins 19. Jh. ein Gasthaus. | 12.–13. Jh.          | 12.12.1983       | 25              |
| Norbertus-Kapelle                              | Norbertus-Kapelle                              | Heistern Auf der Heide 2 Karte              | Datierung über der Tür nach Clemen: „erbaut 1657, renoviert 1857“ abgängig; kleiner rechteckiger Bruchsteinbau, geschlämmt, vordere Giebelseite aus Fachwerk, Tür erneuert, Seitenfenster mit Holzgittern geschlossen; kleiner, neuer Dachreiter, Satteldach; im Inneren originaler Tonplattenboden, kleiner Barockaltar mit Muschelnische aus dem 17. Jh.; Madonnenstatue, farbig gefasst, in spätgotischen Formen. | 1657                 | 12.12.1983       | 33              |
| Wohnhaus                                       | Wohnhaus                                       | Heistern Hamicher Straße 17 Karte           | Frühes 19. Jh.; 2-geschossiges, einraumtiefes Traufhaus aus Bruchstein, geschlämmt; am linken Hausteil weit vorgekragter Fachwerk-Überbau, Fachwerk erneuert und ausgemustert, mit kleinen Fensteröffnungen; Satteldächer. | frühes 19. Jh.       | 12.12.1983       | 30              |
| Holzkreuz                                      | Holzkreuz                                      | Heistern Hamicher Straße 17 Karte           | 18, Jh. Holzkreuz auf Blausteinsockel mit den Leidenswerkzeugen Christi im Flachrelief und Kleeblattenden; Corpus neu. | 18. Jh.              | 12.12.1983       | 31              |
| weitere Bilder                                 | Burg Holzheim                                  | Heistern Nothberger Weg 1 Karte             | 15.–17. Jh. 1893 Umbau; A. 20. Jh.; ehem. wasserumwehrte, wohl urspr. 2-teilige Burganlage; Herrenhaus freistehend, 2-geschossig mit hohem Sockelgeschoss; Bruchstein; OG-Außenseite in Backstein nachträglich aufgemauert; Reste vermauerter Kreuzstockfenster aus Sandstein; heute barocke Fensterteilung mit Blausteingewänden; rückwärtige Konsolen eines Aborterkers; Konsolen unter der Trauflinie; Walmdach; doppelläufige Freitreppe; Innenausbau 19./20. Jh.; Zwingermauern mit Türmen, Bruchstein; südlich vorgelegte Vorburg dreiflügelig mit Ecktürmen und Torturm; Bruchstein; Torturm mit rundbogiger Durchfahrt und Wappen 1617, Oberturm um 1900; Außenmauern der Wirtschaftsgebäude alt, Hofmauern und Innenausbau meist nach 1893, Satteldächer; am Herrenhauptportal spätgotische Holzstatue des hl. Florian. | 15.–17. Jh.          | 12.12.1983       | 28              |
| Wenauer Höfchen                                | Wenauer Höfchen                                | Heistern Wehnauer Höfchen Karte             | Inschriftliche Datierung im Keilstein des Tores 1743, mit älteren Resten; ehem. Zehnthof des Klosters Wenau; ehem. vierflügelige Hofanlage mit originalen Umfassungsmauern, im Inneren größtenteils neu ausgebaut und mit modernen Gebäuden zugesetzt, starke hangseitige Stützmauer aus Bruchstein mit kräftigen Strebepfeilern und alter Scheune aus Bruchstein. | 1743                 | 12.12.1983       | 32              |
| Burg Jüngersdorf                               | Burg Jüngersdorf                               | Jüngersdorf Kapellenstraße 40 Karte         | 15./16./19.–20. Jh.; 4-flügelige Hofanlage auf den Resten einer ehem. Wasserburg, Hoffront aus einem langgestreckten Gebäude mit eckturmartigen Vorsprüngen, Mittelbau mit Durchfahrt 1904, Backstein; Eckbauten: Turmreste mit bossengequadertem Sockel, darüber starkes Gesims, Bruchsteinmauern mit Resten von alten Kreuzstockfenstern, Schlüssellochschießscharten, linker Teil im 19. Jh. zum Wohnhaus ausgestaltet, dieser zu 5 Achsen mit Eingang in der Mittelachse, anschließend Wirtschaftsbauten aus Bruchstein, mit Resten von gemauerten Blausteingewänden; Satteldächer; moderne Einbauten im Hof und in der Wirtschaftsgebäuden; durch moderne Renovierungen stark verändert. | 15.–16., 19.–20. Jh. | 12.12.1983       | 15              |
| weitere Bilder                                 | Laufenburg                                     | Jüngersdorf Laufenburger Straße Karte       | Gründung wohl im 12. Jh. durch die Grafen von Limburg; 14-15. Jh.; Ruine seit dem 17. Jh., Ausbau zum Forsthaus 1. H. 19. Jh.; 1895 ff.; Höhenburg (Abschnittsburg) auf längsrechteckigem Grundriss; Bruchstein; 3 runde Ecktürme. 1 halbrunder Eckturm, 1 Schalenturm in Mauermitte; Kronen der Nebenmauern und Zinnenkränze um 1895 erneuert, Torvergrößerung und Bauten im Hof nach 1895; Mauerwerk und Innenteilung der Türme weitgehend original. | 12. Jh.              | 12.12.1983       | 14              |
| Hülsenbergkapelle                              | Hülsenbergkapelle                              | Langerwehe An Gut Kammerbusch Karte         | 18. Jh.; Bruchstein mit Ziegelausflickungen, nischenförmig geöffnetes Kapellengebäude, quadratischer Grundriss, hintere Ecken abgerundet, nach Kriegsbeschädigung erneuerte Öffnung mit Korbbogen; innen barocke Kreuzigungsgruppe aus Holz, lebensgroß; verschiefertes Satteldach mit rückwärtigem Walm. | 18. Jh.              | 12.12.1983       | 11              |
| Friedhofskreuz                                 | Friedhofskreuz                                 | Langerwehe Friedhof Langerwehe Karte        | 18. Jh.; schmiedeeisernes Friedhofskreuz vor dem Erbbegräbnis Hasenclever. | 18. Jh.              | 12.12.1983       | 2               |
| Grabstätte der Familie Hasenclever             | Grabstätte der Familie Hasenclever             | Langerwehe Friedhof Langerwehe Karte        | Bruchsteinpavillon auf quadratischem Grundriss mit gebrochenen Kanten. Halbkugelförmiger Helm, mit achteckiger Traufausbildung, schiefergedeckt. An der Vorderseite mit hochgestreckter rundbogiger Eingangsöffnung mit schmiedeeisernem Gitter in zeittypischer Formensprache. | 19. Jh.              | 10.07.1985       | 48              |
| Wohnhaus                                       | Wohnhaus                                       | Langerwehe Hauptstraße 139 Karte            | Erste H. 19. Jh.; modern überarbeitet; 2-geschossiges, traufenständiges Wohnhaus, EG Bruchstein mit Blausteingewänden, links flachbogige Tordurchfahrt, geschlämmt; OG Fachwerk; Türen und Fenster modern, Satteldach. | 1. H. 19. Jh.        | 12.12.1983       | 6               |
| Wohnhaus                                       | Wohnhaus                                       | Langerwehe Hauptstraße 187 Karte            | Zweigeschossiges traufständiges Wohnhaus entstanden in zwei Bauphasen. Ursprüngliches Gebäude bestand aus Fachwerk und kann aufgrund der noch vorhandenen Reste und deren Fachwerkzeichnungen dem 17./18. Jahrhundert zugerechnet werden. Die zweite Bauphase setzte 1843 ein und gestaltete das Gebäude völlig um. Die zur Straße zugekehrte Seite erhielt eine massive Bruchsteinfassade mit regelmäßigen Fensteröffnungen, die mit Blaustein eingefasst sind. Die Einfahrt in den Hof lässt eine überbaute korbbogige Tordurchfahrt zu. Während der Baumaßnahme in der Mitte des letzten Jahrhunderts wurde auch der ursprüngliche Grundriss verändert, doch blieben anschauliche Reste der alten Kaminwand erhalten, die eine Vorstellung vom ursprünglichen Herdraum zulässt. Ehemals schlossen sich im rückwärtigen Hofbereich Stallungen und Scheune an, die heute noch vorhandenen Wirtschaftsgebäude sind modern und ohne Denkmalwert. Die beschriebene ehemalige Hofanlage gehört zu den wenigen noch verbliebenen typischen Winkelhöfen, die früher der Straßenraum der Hauptstraße geprägt haben. Seine Erhaltung liegt aus volkskundlichen und ortsgeschichtlichen Gründen im öffentlichen Interesse. | 17.–18. Jh.          | 18.08.1986       | 49              |
| Wohnhaus von Scheibler-Hülhoven                | Wohnhaus von Scheibler-Hülhoven                | Langerwehe Hauptstraße 49 Karte             | 16./18. Jh.; 2-geschossiger Bruchsteinbau, verputzt, traufenständig zu 3 Achsen, Eingang mit Pfeilertür in der Mittelachse, Tür- und Fensteröffnungen mit stichbogigen, kleinen Fenstern, Treppengiebel, Satteldach; links anschließend überbaute Tordurchfahrt; durch Renovierung im 19. und 20. Jh. verunklärt; einer der ältesten Wohnbauten im Ortzusammenhang. | 16.–18. Jh           | 12.12.1983       | 5               |
| weitere Bilder                                 | Kath. Pfarrkirche St. Martin                   | Langerwehe Hauptstraße 75 Karte             | 1904–1907, Turm 1944 gesprengt, Neuaufbau ohne Helm, Architekt: Kremer aus Köln; 3-schiffige Backsteinhalle mit vorgesetztem, freistehendem Westturm, polygonaler Chor mit angebauten Sakristei; großes Querhaus mit Polygonalschlüssen; Werksteingliederung in backsteingotischen Formen, Turm von Quadrat ins Achteck übergeführt, Turm-OG nach Kriegszerstörung erneuert, Portale und Fenster neu; im Inneren Antwerpener Schnitzaltar des frühen 16. Jh. aus Schwarzenbroich, Triumphkreuz mit Maria und Johannes, 15. Jh. Rokokokanzel. | 1904–1907            | 12.12.1983       | 4               |
| Gut Merberich                                  | Gut Merberich                                  | Langerwehe Merbericher Weg 3 Karte          | Mittelalterliche Neugründung über römischer Siedlungsstelle; Hauptbausubstanz 16./17. Jh.; Umbau 1912 durch den Architekten Emmanuel von Seidel; dreiflügelige Hofanlage um Innenhof; 2-flügeliges Wohnhaus im südöstlichen Winkel, 2-geschossig; EG Backstein, OG Backstein mit hölzernen Schindeln verkleidet, Walmdach; im Winkel halbrunder Turmvorbau mit Treppenhaus, Freitreppe, Zeltdach; zur Gartenseite halbrunder Vorbau mit Balkon, begleitenden polygonalen Eckpavillons, Walmdach, anschließend 2-geschossige Backstein-Wirtschaftsgebäude, teilweise mit Bruchsteinaußenmauern der Gebäude des 16. und 17. Jh., anschließend neuer Reitstall mit alten Außenmauern und Personalwohnhaus, Satteldächer; Innenausstattung großenteils original von 1912 mit Türen, Stuckdecken, Treppenhaus und Vertäfelung; zugehörig: Einfahrtstor und Landschaftspark; eine interessante und sehr späte Variante eines ländlichen, nunmehr bürgerlichen Herrensitzes ergab der wilhelmische Ausbau des Hofgutes Merberich durch Emmanuel von Seidel (ein bekannter niederdeutscher Architekt), der hier 1912 einen alten Rittersitz in ein dem Zeitgeschmack entsprechendes Landhaus mit historischem Kern veränderte. Im ländlichen Bereich des Rheinlandes ist diese Bauform, zumal in dieser Qualität und recht originalen Erhaltung, nicht sehr verbreitet. | 16.–17. Jh.          | 10.07.1985       | 7               |
| Kapelle bei Gut Merberich                      | Kapelle bei Gut Merberich                      | Langerwehe Merbericher Weg 3 Karte          | 17. / 18. Jh.; Kapelle auf quadratischem Grundriss mit 3/8-Schluss, Bruchstein mit kleinen Fenstern ohne Gewände, stichbogige Tür, Walmdach. | 17.–18. Jh.          | 12.12.1983       | 8               |
| Wegkreuz                                       | Wegkreuz                                       | Langerwehe Mühlenweg Karte                  | 19. Jahrhundert; Wegekreuz aus Schmiedeeisen, Rankenornamentik im Kreuzesschaft und den Kreuzesarmen, Sockel in Form einer Spitzbogennische mit eingestellter Figur d. Ecclesia mit Kreuz und Kelch; Korpus aus Gusseisen; daneben Inschriftenstein aus Blaustein, datiert 1759, möglicherweise Teil eines Wegekreuzes oder eines Bildstocks | 19. Jh.              | 14.05.1984       | 12              |
| Töpfereimuseum                                 | Töpfereimuseum                                 | Langerwehe Pastoratsweg 1 Karte             | um 1715; nach Kriegszerstörung Wiederaufbau in den 1950er Jahren; ehem. 4-flügelige Hofanlage, Wohnhaus 2-geschossig, giebelständig; EG der Giebelseite Bruchstein; OG und Giebel Fachwerk in Geschossbauweise; äußere Traufseite Bruchstein, geschlämmt; ehem. 5 Achsen mit großen Fenstern im EG, kleineren im OG, linke (6.) Fensterachse A. 19. Jh. hinzugefügt, Gewände Blaustein, Satteldach über Anbau abgewalmt, Hofseite verschiefert, Bruchstein; Portal doppelflügelig mit Oberlicht, urspr. in Hausmitte, 3-stufige Freitreppe; Hofgebäude nach 1950 anstelle der kriegszerstörten Wirtschaftsgebäude formal dem Haupthaus angenähert, Bruchstein, geschlämmt, mit eingebauten Spolien; Innenausbau des Pfarrhauses mit alten Treppe, teilweise Kölner Decken erhalten, Raumaufteilung weitgehend verändert. | um 1715              | 12.12.1983       | 3               |
| Alte Kirche Rymelsberg                         | Alte Kirche Rymelsberg                         | Langerwehe Rymelsberg Karte                 | 12. Jh., 15.–16. Jh.; 3-schiffige Bruchstein-Hallenkirche, eingezogener 3-geschossiger Westturm, barocker Sakristeianbau an der Nordseite; knappe Strebepfeiler, je 4 Spitzbogenfenster mit erneuertem, gotischem Maßwerk; Turm mit Zeltdach, Langhaus mit Satteldach, spätgotische Portale an den Längsseiten; innen ruinös, erhalten Rundpfeiler, teilweise mit Gewölbeansätzen, spätgotisches Chorgewölbe, nach dem Kriege erneuert; spätgotisches Sakramentshäuschen teilweise Malereireste, flache Nachkriegsbalkendecke; zugehörig: alter Friedhof mit Stützmauern, neu aufgestellt; Grabkreuze des 17.–19. Jahrhunderts über dem Friedhof zerstreut; Spolien aus der Kirche; als Treppenstufen der Friedhofstreppen teilweise Grabsteine der Herren von Merode. | 12. 15.–16. Jh.      | 12.12.1983       | 1               |
| Apollonia-Kapelle                              | Apollonia-Kapelle                              | Langerwehe Ulhaus Karte                     | Kleiner Rechteckbau mit 3/8-Schluss, bruchsteinerne Wände mit seitlichen Stichbogenfenstern, Blausteingewänden mit Keilsteinen und originalen Gittern; vorgeblendet backsteinerne Nische, darin Putzgliederung mit Pilastern und Rundbogen, Abschlussgitter; im Inneren barocker Altar mit farbig gefasster Statue der hl. Appolonia. | 18.–19. Jh.          | 12.12.1983       | 9               |
| Jüdischer Friedhof                             | Jüdischer Friedhof                             | Langerwehe Weisweilerstraße Karte           | Grabsteine des 19. und 20. Jahrhunderts; Material Blaustein, Muschelkalk, Kunststein und Granit. | 19.–20. Jh.          | 12.12.1983       | 10              |
| Wegekreuz                                      | Wegekreuz                                      | Luchem Auf dem Driesch Karte                | Inschriftliche Datierung 1886, Wegekreuz auf mehrfach gestuftem Blausteinsockel, im Schaft spitzbogige Inschriftenfelder, darüber Gesims, Kreuz und gusseiserner Korpus. | 1886                 | 12.12.1983       | 17              |
| weitere Bilder                                 | Schloss Merode                                 | Merode Kreuzherrenstr. 1 Karte              | Gründung 12. Jh., Anlage 15. Jh., Ausbau 17. Jh., 1700 Neubau des Nordflügels, 1876 Hoffront Ostflügel, 1901–03 Südflügel, Torbau; nach Kriegszerstörungen teilweiser Wiederaufbau; ehem. 2-teilige Wasserburg von ungewöhnlichen Ausmaßen, Backstein mit Werksteingliederungen; die 4-flügelige Vorburg auf 5-seitiger Insel 1901–03 zusammen mit den Wällen niedergelegt; Herrenhaus auf 4-seitiger Insel, 3 Ecktürme auf unregelmäßig mehrseitigem Grundriss, runder SO-Eckturm auf extrem starkem Bastionsunterbau, darin Kapelle, anschließend 3-geschossiger Südflügel mit Treppenturm; 3-geschossige Ostflügel mit überwiegend spätmittelalterlicher Bausubstanz; 3-geschossiger Nordflügel von ehem. 9 Achsen nur zu 3 Achsen wiederhergestellt; NW-Eckturm bis auf das Kellergeschoss zerstört; Hofbalustraden neu; Torbau mit Zugbrücke 1901; Satteldächer; vielteilig gegliederte barocke Turmhauben; Innenausbau überwiegend neu nach Kriegszerstörung. | 12. Jh.              | 06.11.1984       | 18              |
| BW                                             | Wohnhaus mit Rotgerberei                       | Merode Kreuzherrenstr. 3 Karte              | |                      |                  | 50              |
| Matthias-Kapellchen                            | Matthias-Kapellchen                            | Merode Meroder Wald Karte                   | 19. Jh.; inschriftlich datierte Renovierung 1898 durch Graf Heinrich von Merode; Bildstock in neugotischen Formen, Werkstein mit Backsteinkern, im Sockel Inschrifttafel aus Blaustein; darüber spitzbogige Nische, Satteldach; zugehörige Heiligenfigur heute in Schloss Merode. | 19. Jh.              | 06.11.1984       | 19              |
| weitere Bilder                                 | Klosterruine Schwarzenbroich                   | Merode Meroder Wald Karte                   | Ehem. Kloster des Kreuzträgerordens, gegründet am Anfang des 14. Jh.; langsamer Baufortschritt während des 15. und 16. Jh.; Neubau der Kirche 1712; Verfall der Anlage seit 1837; 4-flügelige Klosteranlage mit vorgelagertem Wirtschaftshof, aus Bruchstein mit Blaustein- und Sandsteingewänden; erhalten einige Gewölbe und Teile der Umfassungsmauern sowie der Fundamente. | A. 14. Jh.           | 06.11.1984       | 20              |
| Hofanlage                                      | Hofanlage                                      | Merode Schloßstraße 56 Karte                | 18. Jh. ehem. mehrteilige Hofanlage, Wohnhaus 2-geschossig, giebelständig zu 2 Achsen, die Giebelseite Bruchstein, im Giebel ausgemauertes Fachwerk; rechte Traufseite Bruchstein, linke Traufseite Fachwerk mit liegenden Gefachen; Sprossenfenster; Krüppelwalmdach; links vom Wohnhaus Bruchsteinmauer mit korbbogiger Durchfahrt; rückwärtige Scheune, ausgemauertes Fachwerk. | 18. Jh.              | 12.12.1983       | 23              |
| Hofanlage                                      | Hofanlage                                      | Merode Schloßstraße 58 Karte                | Inschriftliche Datierung im Türsturz 1647, den 9. Mai im Scheunenteil eingemauerter Inschriftenstein mit der Datierung 1794; Vierkanthof aus Bruchstein, Backstein und Fachwerk; 2-achsiges, 2-geschossiges Giebelhaus; hofseitiges UG Bruchstein, geschlämmt, im OG Fachwerk mit liegenden Gefachen, Fenster in Originalgröße; Dach über Bügel vorgezogen; die äußeren Seiten Bruchstein und Backstein; Giebelseite zu 2 Achsen; die äußere Traufseite mit Fenstern des 18. Jh., flachbogige Fensteröffnungen mit Holzgewänden, Sprossenfenster im OG flachbogige Nische mit einer Heiligenfigur; Satteldach, im hinteren Hausteil abgewalmt; im Inneren des Hauses teilweise Kölner Decken; originales Treppenhaus des 18. Jh. mit Rokokoornamentierung, die Wirtschaftsgebäude aus Bruchstein und Fachwerk mit Satteldächern, rechts vom Wohnhaus Eingang mit Datierung im Sturz, daneben große Tordurchfahrt; die Innenhof stellenweise mit originaler Kieselpflasterung. | 1647                 | 12.12.1983       | 24              |
| Alte Vikarie Schlich                           | Alte Vikarie Schlich                           | Schlich Kirchstraße 26 Karte                | Wohnhaus 17. Jh.; Torbogen und Nebengebäude 1729; Wohnhaus aus Bruchstein auf querrechteckigem Grundriss; Schmalseite 2-achsig zur Straße, 2-geschossige mit hohem Sockelgeschoss; Fenstergewände mit geradem Sturz und Falz, Buntsandstein; an der Außenseite späterer Okulus, vermauerte Tür; Walmdach; anschließend Tourwand, Bruchstein, mit Bogen, inschriftlich datiert 1729, Sandstein; anschließend Bruchsteinschuppen mit Pultdach. | 1729                 | 12.12.1983       | 22              |
| Sühnekreuz mit Inschrift                       | Sühnekreuz mit Inschrift                       | Schönthal An Gut Kammerbusch Karte          | Inschriftlich datiert 1686; Blausteinkreuz, ca. 1,50 m hoch, Winkelstützen, stark verwitterte Inschrift, noch lesbar die Worte „jämmer/lich ermordet“; darüber verwitterte reliefierte Kruzifixdarstellung. | 1686                 | 12.12.1983       | 40              |
| weitere Bilder                                 | Romantische Parkanlage zur Villa Schönthal     | Schönthal Landschaftspark Kammerbusch Karte | Als romantische Parkanlage zur Villa Schönthal in der 2. H. des 19. Jh. durch die Familie Schleicher gestaltet. Denkmalbereich: Karlsburg, Brücke, Kapelle, Aussichtsturm, Denkmal „Kaiser Friedrich“, Denkmal „Wilhelm I.“ | 2. H. 19. Jh.        | 12.12.1983       | 38              |
| Pützmühle, genannt „Schönthaler Hof“           | Pützmühle, genannt „Schönthaler Hof“           | Schönthal Karte                             | Ehem. Messingmühle, später Ausflugslokal; Winkelanlage, Haupthaus 2-geschossiges Backstein- und Bruchsteinbau gemischt von 7 Achsen mit Eingang in der 3. Achse, Balkonvorbau auf Eichenholzpfeilern, Stichbogenfenster, Attikageschoss; Giebel mit Rundbogenfenster, Satteldach; angebaut im rechten Winkel 1- bis 2-geschossige Wohn- und Wirtschaftsgebäude, Satteldächer. | 1903                 | 12.12.1983       | 37              |
| Denkmal für Oberforstmeister Polch             | Denkmal für Oberforstmeister Polch             | Schönthal Schönthal Wehebachtal Karte       | Enthüllt am 23. Juli 1903, ca. 4 m hoher Natursteinblock in pyramidater Form mit einer Seitenlänge von ca. 1,5 m. Bronzemedaillon mit dem Halbbrustbild des Oberforstmeister Polch, darunter bronzene Inschrifttafel mit der Aufschrift Carl Julius Polch, königl. Oberforstmeister * 1821 + 1896. Begründung der Denkmaleigenschaft gemäß § 2 DSchG: Carl Julius Polch, der vor 1869 in Höfen als Oberförster tätig war, arbeitete bis zu seinem Tode 1896 in den Staatswäldern des Regierungsbezirks Aachen als königlicher Oberforstmeister. Nach seinem Tode wurde ihm von seinen Freunden und Bekannten das o.a. Denkmal errichtet. Als Standort wählte man das Wehebachtal aus, da er sich hier während seiner Dienstzeit gern und oft aufhielt. In seiner typologischen Ausformung ist das Denkmal bedeutend für die Geschichte der Menschen. An seiner Erhaltung und Nutzung besteht aus wissenschaftlichen, ortsgeschichtlichen und volkskundlichen Gründen ein öffentliches Interesse. | 1903                 | 29.09.1986       | 36              |
| Ehem. Schönthaler Mühle/Kleinschönthal         | Ehem. Schönthaler Mühle/Kleinschönthal         | Schönthal Schönthaler Straße Karte          | 18. Jh.; 1-geschossiger, annähernd quadratischer Backsteinbau, geschlämmt, Eingangsseite zu 3 Achsen mit Eingang in der Mittelachse, Blausteingewände mit geradem Sturz und Keilstein, profiliertes Traufgesims, Mansardwalmdach, vor dem Eingang originales Kieselpflaster; daneben Ruine eines Wirtschaftsgebäudes mit später aufgestellten Grabplatten des 17./18. Jh. | 18. Jh.              | 12.12.1983       | 35              |
| Gut Schönthal                                  | Gut Schönthal                                  | Schönthal Schönthaler Straße 9 - 26 Karte   | Inschriftlich datiert durch Maueranker 1819; 4-flügelige Anlage mit späteren Anbauten, Eingangstrakt Bruchstein, 2-geschossig, mit überhöhtem Mittelteil und korbbogiger Durchfahrt, Gewände mit rechteckigem Sturz, teilweise Holz, teilweise Werkstein mit Keilsteinen; südwestliches Wohngebäude 2-geschossig, Backstein 1. H. 19. Jh.; Mansarddach; gegenüberliegend 2-geschossiger Bruchsteinbau zu 7 Achsen, Hoffront verschiefert, Satteldach mit nachträglichen Ausbauten; Nordwestliches Hofgebäude Bruchstein mit Fachwerk-OG, Blausteingewände mit Keilstein im EG, wohl noch 18. Jh., Satteldach; nach Westen anschließend langgestreckte Fabrikbauten mit Arbeitswohnungen, M 19. Jh., inschriftlich datiert 1851, Backstein mit Satteldächern; davor erhalten Nadelofen von 1819, Bruchsteinrundbau mit Backsteinkuppel und Schornsteinrest; zugehörige Weiher, Wehre und Gräben weitgehend vorhanden; in der sog. „Gebrannten Mühle“ seit 1819 durch Mathias Leonhard Schleicher Nadelindustrie, in dieser später „Schönthal“ genannten Siedlung nach dem Namen des Gründerwohnhauses „Villa Schönthal“ genannt. Anlage einer vorbildlichen Arbeitersiedlung, hier die 1. Nadelschleifmaschine entwickelt, 1932 stillgelegt. | 1819                 | 12.12.1983       | 34              |
| Wegekreuz                                      | Wegekreuz                                      | Stütgerloch Heinz-Emonds-Straße Karte       | Um 1900; Wegekreuz aus Muschelkalk; Pfeiler mehrfach gestuft, Inschriftenplatte, dachförmiger Abschluss, kleines Blausteinkreuz mit gussartigem Corpus und Kleeblattenden. | um 1900              | 12.12.1983       | 16              |
| Forstamt Wenau                                 | Forstamt Wenau                                 | Wenau Langerweher Straße Karte              | Zwei gegenüberliegende fast identische langgestreckte Wohnhäuser mit anschließendem Wirtschaftsteil. Aufgehendes Mauerwerk in Schevenhüttener Bruchstein. Satteldach mit kleinem Quergiebel in der Mitte. Überwiegend originale Fensterteilung. | 19. Jh.              | 10.07.1985       | 29              |
| weitere Bilder                                 | Kloster Wenau mit Pfarrkirche St. Katharina    | Wenau Wenauer Straße Karte                  | Ehem. Prämonstratenserinnen-Kloster; Kirche gegründet 1. H. 12. Jh., Ausbau um 1500, Erneuerung 17./18. Jh., Verkürzung 19. Jh., 3-schiffige Basilika, Langhaus mit Pilastergewölbe, Holzrippen; Chor mit Kreuzrippengewölbe und 5/8-Schluss, Westfront 2-schiffig geplant, ausgemauerter Nord-Westturm 2-geschossig, im UG ohne Eckquaderung, Bruchstein mit Maßwerkfenster im Glockengeschoss, spitzes, ins Achteck übergeführtes Zeltdach, auf der Kirche Satteldach. Klostergebäude um annähernd 4-eckigen Hof angeordnet, Bauteile des 16.–19. Jh.: ältester Teil wohl Staffelgiebelhaus in der Nordwestecke, heute 3-geschossig, Backstein, im EG mit barocken Fenstergewänden und Lukarne, datiert 1733, Treppengiebel, Satteldach, folgende Gebäude 17. und 18. Jh., teilweise mit Blausteingewänden, Hof teilweise mit originaler Kieselpflasterung, innen Reste alter Türen und Treppen; Satteldächer; an der Südwestecke der Kirche 2-3-geschossiger Winkelbau des 16. Jh., mit neuer Geschossteilung des 18. Jh.; Blausteingewände mit Stichbogen und Keilsteinen, im OG z. T. Holzgewände, im Giebel altes Kreuzstockfenster, Treppengiebel, Satteldächer; erhalten große Teile der Klostermauern, charakteristische Alleinlage. | 1. H. 12. Jh.        | 12.12.1983       | 26              |
| weitere Bilder                                 | Rochus-Kapelle                                 | Wenau Wenauer Straße Karte                  | Inschriftliche Datierung 1732, nach Kriegsbeschädigungen großenteils erneuert: kleine Kapelle aus Bruchstein, nahezu quadratischer Grundriss mit 5/8-Schluss; Barockportal mit profiliertem Gewände und gesprengtem Giebel, Muschelnische mit Kelch; Eingang flankiert von zwei 8-eckigen spätgotischen Säulen in Zweitverwendung; kleine, rundbogige Fensteröffnungen; neues Pyramidendach; im Inneren Kruzifix aus Holz, 18. Jh.; farbig gefasst, sowie einige originale Konsolen. | 1732                 | 12.12.1983       | 27              |